# Романов, Димитрий Романович
Князь Дими́трий Рома́нович Рома́нов (17 мая 1926, Антиб, Франция — 31 декабря 2016, Копенгаген, Дания) — общественный деятель, меценат, благотворитель, историк, писатель, с 2014 по 2016 год — президент Объединения членов рода Романовых, являвшийся Главой Дома Романовых.
Младший сын князя Романа Петровича и графини Прасковьи Дмитриевны Шереметевой. Праправнук Николая I по мужской младшей линии; принадлежал к ветви «Николаевичей» рода Романовых. Носил титул князя крови императорской.
Большинством из потомков императора Николая I, за исключением потомков Владимира Кирилловича, считался Главой Дома Романовых.

## Родственные связи
- Прапрадед — Император и Самодержец Всероссийский, Царь Польский, Великий Князь Финляндский Николай I[7]
- Прадед и прабабка — Великий князь Николай Николаевич Старший (1831—1891) и великая княгиня Александра Петровна, урожд. Александра Фридерика Вильгельмина принцесса Ольденбургская (1838—1900).
- Дед и бабка: великий князь Пётр Николаевич (1864—1931) и великая княгиня Милица Николаевна, урождённая принцесса Черногорская (по отцовской линии), граф Дмитрий Сергеевич Шереметев (1869—1943) и графиня Ирина Илларионовна, урождённая Воронцова-Дашкова (1872—1959) (по материнской линии).
- Отец — князь императорской крови Роман Петрович (1896—1978).
- Мать — графиня Прасковья Дмитриевна Шереметева (1901—1980).

Приходится троюродным племянником последнему российскому императору Николаю II.
Родственными узами князь связан с семьями правителей Европы (королевские дома Дании, Италии, Греции, Болгарии, Черногории) и русскими дворянскими родами — Шереметевыми (Прасковья Дмитриевна Шереметева — мать Д. Р. Романова), Нарышкиными, Воронцовыми-Дашковыми, Вяземскими, Шуваловыми.
Родственник королевы Дании Маргрете II, королевы Великобритании Елизаветы II, кронпринца Николы Черногорского, принца Виктора Эммануила Савойского, царя Симеона II и многих других коронованных особ.

## Детство и воспитание
Родился 17 мая 1926 года на вилле своего деда великого князя Петра Николаевича в Антибе, на юге Франции. Младший сын князя Романа Петровича и княгини Прасковьи Дмитриевны, урождённой графини Шереметевой. В связи с рождением сына поздравительную телеграмму на имя родителей Димитрия Романовича из Дании во Францию отправила вдовствующая императрица Мария Фёдоровна. Вместе со старшим братом получил частное домашнее образование. Воспитывался всецело в русском духе под руководством бабушки великой княгини Милицы Николаевны. Преподавателями Димитрия Романовича являлись выпускницы Смольного института Петербурга. С детства говорил на русском и французском языках. Каждое воскресенье семья посещала домашний храм, где юный Димитрий Романович прислуживал в алтаре.
После победы социалистов на парламентских выборах в 1936 году вместе с родителями переехал в Италию, где королевой была Елена Савойская, родная сестра великой княгини Милицы Николаевны, приходившаяся соответственно его отцу родной тёткой. Непродолжительное время семья жила в Квиринальском дворце в Риме — официальной резиденции итальянского короля. Обучался в частной итальянской школе, где Димитрию Романовичу преподавали латынь и классический греческий язык. Когда Италия в 1943 году вышла из войны и Германия оккупировала Рим, Димитрий Романович с семьёй в течение девяти месяцев скрывался от немцев, меняя квартиры и адреса, поскольку нацисты объявили охоту на всех родственников итальянского короля. Незадолго перед проведением в Италии референдума о будущем устройстве страны вслед за бывшим королём Виктором Эммануилом III и королевой Еленой покинул Италию и вместе с родителями перебрался в Египет.

## Жизнь в Египте
В мае 1946 года на итальянском судне «Обруцци» прибыл из Неаполя в Каир. Первоначально семья предполагала остановиться в Египте на два месяца, а затем вернуться в Европу, однако вынужденное изгнание продолжалось до 1952 года. Вскоре после приезда в Египет в возрасте 19 лет Димитрий Романович с согласия родителей начал работать простым механиком на ремонтном заводе Форда в Александрии. Большим событием для него стало получение свидетельства механика. После трёхмесячного обучения Димитрий Романович самостоятельно собрал двигатель машины с нуля, подключил системы топлива и охлаждения на специальном стенде и завёл мотор. Специальный мастер-сборщик проверил работу мотора и остался доволен молодым механиком. На заводе Димитрий Романович проработал три года, а затем устроился менеджером по продаже автомобилей.

## Возвращение в Европу
В 1952 году, после свержения короля Фарука I и начала гонений на европейцев, Димитрий Романович уехал из Египта и вернулся в Италию, где сначала работал в бюро путешествий, а затем в судоходной компании Fratelli d Amico. Хороший опыт автомеханика и знание языков позволило князю сделать неплохую карьеру. Через два года он стал личным секретарём и помощником владельца компании.
В 1958 году Димитрий Романович с друзьями отправился на машине в поездку по Скандинавии. В Хельсингёре он познакомился с молодой девушкой по имени Йоханна фон Кауффман (1936—1989). В 1959 году молодые люди поженились, поселившись в пригороде Копенгагена.
После женитьбы князь переехал в Данию, выучил датский язык и поступил на работу в датский коммерческий банк Den Danske Bank. Хорошее знание языков, умение общаться с людьми и деловые качества способствовали его быстрому продвижению по службе. В 1975 году он стал помощником вице-президента банка. В 1979 году по предложению королевы Маргрете II Димитрий Романович принял датское подданство, до этого являясь лицом без гражданства. В 1993 году вышел на пенсию и всё своё время посвящал гуманитарной работе в России и странах СНГ.

## Увлечение фалеристикой
Одно из увлечений Димитрия Романовича — фалеристика. Всё началось случайно в 1977 году, когда в одном из антикварных магазинов Копенгагена он поразился красоте старинного ордена в виде серебряной звезды, украшенной камнями (это был черногорский орден «Данило»). Князь написал о находке своему отцу в Рим. У Романа Петровича оказались такие же ордена — свой и деда. Начались поиски историй наград и их статуса. Для поисков Димитрий Романович совершил поездку в Черногорию (тогда часть Югославии). Увлечение фалеристикой требовало кропотливого труда в архивах и музеях, частыми были встречи с коллекционерами во многих странах Европы. Итогом стало написание пяти книг на английском языке, посвящённых орденам и медалям в истории Балканских стран. Димитрий Романович мечтал написать книгу о старых российских и советских, а также о медалях постсоветской России. До своей смерти был крупнейшим специалистом по черногорской нумизматике и фалеристике. Также увлекался охотой и рыбной ловлей.

## Династический статус
С рождения титуловался его высочеством князем крови императорской, что, однако никогда не признавалось потомками великого князя Кирилла Владимировича.
С момента создания в 1979 году «Объединения членов рода Романовых» входил в состав этой организации, на сегодня объединяющей большинство потомков императора Николая I мужского и женского пола. Не признавал главой Дома Романовых князя Владимира Кирилловича. После смерти последнего в апреле 1992 года поддержал брата в его притязаниях на главенство в Доме Романовых. Вместе с другими представителями Дома Романовых многократно заявлял о не-легитимности притязаний на российский престол Владимира Кирилловича и его дочери Марии Владимировны. С 1989 по 2014 год являлся советником главы «Объединения членов рода Романовых» и входил в генеральный комитет организации.
После смерти брата в сентябре 2014 года возглавил «Объединение членов рода Романовых». Всеми потомками Российского Императорского Дома (кроме Марии Владимировны и её сына) был признан главой Дома Романовых. Наследником Димитрия Романовича стал князь Андрей Андреевич — старейший представитель Дома Романовых.
После смерти Николая Романовича также принял обязанности фамильного историографа Дома Романовых.
Димитрий Романович был последним мужским представителем ветви «Николаевичи» Дома Романовых, берущей своё начало от великого князя Николая Николаевича Старшего и его супруги великой княгини Александры Петровны. Поскольку у Димитрия Романовича детей не было, а у его старшего брата Николая Романовича родились только дочери, ветвь со смертью Димитрия Романовича пресеклась.

## Общественная деятельность
После встречи семи князей Романовых (Николай Романович, Димитрий Романович, Андрей Андреевич, Михаил Фёдорович, Никита Никитич, Александр Никитич и Ростислав Ростиславович) в Париже в июне 1992 года, Романовыми было решено создать благотворительный фонд с целью оказания помощи России. Фонд был создан в 1994 году и зарегистрирован в Лондоне. Согласно общему решению, «Фонд Романовых для России» возглавил Димитрий Романович. В июле 1992 года впервые посетил Россию, побывав в Санкт-Петербурге и Москве. В первые годы деятельности фонд столкнулся с трудностями различного характера, связанными с крушением государственной экономики России и критическим состоянием системы социального обеспечения. В период с 1993 по 1995 годы Димитрий Романович пять раз посетил Россию с гуманитарными акциями романовского фонда.
По мере постепенного улучшения экономических и социальных условий в России Димитрий Романович смог расширить рамки гуманитарной помощи фонда для более отдалённых регионов России и стран СНГ, включая регионы в Центральной Азии. В рамках гуманитарной деятельности фонд оказывает благотворительную помощь и поддержку нуждающимся в области медицины, образования и социального обеспечения, содействует деятельности в области культуры, искусства и просвещения. На попечении фонда находятся больницы для слабослышащих детей, школы-интернаты и дома престарелых. В период с 1995 по 2016 годы фондом было проведено около 50 гуманитарных акций на территории не только России, но и на Украине, в Казахстане, Узбекистане, Азербайджане. В апреле 2006 года Димитрием Романовичем в Москве был создан дочерний фонд названный «Благотворительный фонд князя Димитрия Романова», обеспечивающий более лёгкое проведение гуманитарных акций во многих западных регионах России.
В июне 2011 года тогдашним президентом Российской Федерации Д. А. Медведевым был награждён «Орденом Дружбы» за «большие достижения в укреплении дружбы и культурного сотрудничества между Россией и Королевством Дании и за его достижения в качестве председателя Фонда Романовых для России». Церемония награждения прошла в Москве.
В мае 2016 года Димитрий Романович был награждён почётной грамотой правительства РФ «за большой вклад в распространение за рубежом знаний об историческом и культурном наследии России, содействие укреплению международных гуманитарных связей». В августе 2016 года указом президента Российской Федерации В. В. Путиным был удостоен «Ордена Александра Невского». Торжественная церемония вручения награды прошла 6 октября 2016 года в здании правительства РФ в присутствии Димитрия Романовича, его супруги и председателя правительства РФ Д. А. Медведева.
В октябре 2016 года в Троице-Сергиевой лавре имел встречу со Святейшим Патриархом Московским и всея Руси Кириллом. В ходе беседы с Димитрием Романовичем Патриарх заявил: «Благодарю Вас за Вашу любовь к нашей общей Родине, за сохранение замечательных традиций Дома Романовых, за Ваше участие в доставке останков и Марии Фёдоровны, и Николая Николаевича. Вашими трудами соединяется история. В этом уникальность Вашей личности и вообще уникальность Дома Романовых. Живущие люди соединяют в своей семейной традиции части нашей национальной истории, разорванной трагическими событиями начала XX века».
Димитрий Романович был известен также как и меценат. В дар Эрмитажу он передал саблю своего прадеда великого князя Николая Николаевича (старшего), а также боевое шипкинское знамя. В июле 2004 года передал Новодевичьему монастырю Петербурга фамильную икону Спасителя, когда-то принадлежавшую великой княгине Милице Николаевне. В июле 2005 года передал в дар восстанавливаемому храму Светлого Христова Воскресения на реке Смоленке в Петербурге икону Спасителя. Эта икона XIX века хранилась в семье Романовых и передавалась из поколения в поколение. В июле 2009 года вместе с супругой передал восстанавливающемуся Фёдоровскому собору Петербурга фамильную икону святителей Митрофана и Тихона Воронежских. Этим образом XIX века, по словам Димитрия Романовича, в 1944 году в Риме его благословил духовный наставник — иеромонах Зосима. Входит в число попечителей Фёдоровского собора, а также в попечительский совет благотворительного фонда Спасо-Преображенского всей гвардии собора в Северной столице.
Являлся активным популяризатором истории рода Романовых. Появлялся в средствах массовой информации и документальных фильмах, давая интервью о Романовых, к примеру: в датском документальном фильме «En Kongelig familie», в 2007 году на телеканале France 3 в фильме «Un nom en héritage, les Romanov», в 2008 году на телеканале НТВ в фильме «Призраки дома Романовых», а также в 2014 году в документальном фильме производства ZDF «Королевские династии: Романовы» и в 2015 году в документальном фильме «Корона Российской Империи» производства Россия-24.
Противник реставрации монархии. Считал, что в России «должен быть демократически избираемый президент».

## Перезахоронение Императорской семьи
После обнаружения под Екатеринбургом в июле 1991 года останков императора Николая II, императрицы Александры Фёдоровны, трёх дочерей и слуг, активно содействовал правительственной комиссии и следствию в идентификации останков. Один из первых, кто посетил место обнаружения останков на Старой Коптяковской дороге. Единственный из Романовых, кто принял участие в траурных мероприятиях, которые проходили в Екатеринбурге перед отправкой останков в Петербург. Вместе с другими представителями Дома Романовых 17 июля 1998 года участвовал в траурной церемонии перезахоронения останков императора Николая II, членов его семьи и слуг, проходившая в Петропавловском соборе Санкт-Петербурга.
После обнаружения в июле 2007 года останков цесаревича Алексея Николаевича и великой княжны Марии Николаевны, активно помогал следствию в деле опознания останков. Выступал за скорейшее захоронение цесаревича и его сестры в Петропавловском соборе.

## Перезахоронение императрицы Марии Фёдоровны
Вместе с братом князем Николаем Романовичем и князем Михаилом Андреевичем, проживавшим в Австралии, в 2001 году выступил инициатором перезахоронения вдовствующей императрицы Марии Фёдоровны. Являлся посредником во время переговоров между правительством РФ и датским королевским двором. Вместе с супругой княгиней Феодорой Алексеевной сопровождал гроб с останками императрицы из Копенгагена в Санкт-Петербург. Вместе с другими членами «Объединения членов рода Романовых» принимал участие в траурных мероприятиях по перезахоронению вдовствующей императрицы в Санкт-Петербурге с 25 по 29 сентября 2006 года.

## Перезахоронение великого князя Николая Николаевича
В декабре 2013 года вместе с братом обратился к правительству России, с просьбой перезахоронить в Москве, в часовне в честь Преображения Господня на Братском воинском кладбище останки великого князя Николая Николаевича и великой княгини Анастасии Николаевны. Принял самое деятельное участие в подготовке церемонии перезахоронения великого князя и его супруги. По поручению брата и по приглашению председателя Государственной думы С. Е. Нарышкина неоднократно посещал Москву.
В апреле 2015 года с супругой и племянником участвовал в церемонии перезахоронения великого князя Николая Николаевича и его супруги великой княгини Анастасии Николаевны в Каннах, Париже и Москве.

## Визит в Крым
Вместе с братом поддержал аннексию Крыма Российской Федерацией. Первый из рода Романовых, кто посетил Крым после российской аннексии. 25 августа 2015 года Димитрий Романович с супругой княгиней Феодорой Алексеевной прибыл в Севастополь, где во время пресс-конференции заявил о готовности переехать на постоянное место жительства из Дании в Крым. На следующий день князь с супругой посетил Ливадийский дворец, где возложил цветы к памятнику императору Николаю II, установленном весной 2015 года. Также Димитрий Романович побывал во дворце Дюльбер, который был построен великим князем Петром Николаевичем и являлся фамильным имением «Николаевичей» в Крыму. 27 августа Димитрий Романович посетил музей-панораму обороны Севастополя. В тот же день князь побывал на флагмане Черноморского флота гвардейском ракетном крейсере «Москва». Ему рассказали об истории корабля, его боевых характеристиках и быте матросов и офицеров. На прощание экипаж крейсера подарил Димитрию Романовичу две памятные монеты номиналом 10 рублей, отчеканенные в честь аннексии Крыма Россией. В завершающий день визита, 28 августа Димитрий Романович посетил Массандровский дворец императора Александр III.

## Браки
Приехав во время отпуска в Данию со своим другом, познакомился там со своей будущей первой женой Йоханной фон Кауфман (1 июня 1936 — 13 мая 1989 годы), через год 21 января 1959 года венчался с ней в церкви Александра Невского в Копенгагене . Княгиня Йоханна умерла от рака в 1989 году.
Во время одного из приёмов познакомился с графиней Доррит Ревентлов (родилась 22 апреля 1942). Супруги обвенчались 28 июля 1993 года в Троицком соборе Ипатьевского монастыря в Костроме. Перед венчанием княгиня Доррит приняла православие с именем Феодора Алексеевна. Впервые после падения династии, представитель Дома Романовых женился на территории России. Княгиня Доррит Романова лингвист и работает переводчицей (в основном с португальского), владеет собственной фирмой по переводам.
Детей от обоих браков Димитрий Романович не имел.

## Смерть и похороны
В конце декабря 2016 года был срочно госпитализирован после резкого ухудшения здоровья. Димитрий Романович скончался 31 декабря 2016 года в госпитале в Копенгагене (Дания). С его смертью прервалась мужская ветвь «Николаевичи». На данный момент линия представлена лишь по женской линии: вдовой и дочерьми Николая Романовича, а также вдовой Димитрия Романовича.
Соболезнования в связи с кончиной князя Димитрия Романова выразили Президент России Владимир Путин и председатель Правительства Дмитрий Медведев. Президент отметил, что Димитрий Романович был настоящим патриотом России.
10 января 2017 года в церкви Александра Невского в Копенгагене протоиереем Сергием Плеховым было совершено отпевание почившего. Присутствовавший на отпевании посол России в Дании Михаил Ванин зачитал послание Президента России Владимира Путина в связи с кончиной князя. Проститься с Димитрием Романовичем пришли многочисленные представители зарубежной русской диаспоры, маршал королевского двора Дании Майкл Эйринрейх, главный герольдмейстер Российской Федерации Георгий Вилинбахов, а также датские и российские официальные лица. Во время службы на аналое находилась чудотворная икона Божией Матери «Копенгагенская-Иерусалимская», именуемая «плачущей», то есть источающая слёзы. Эта икона прибыла в копенгагенскую церковь, как утешение для вдовствующей императрицы Марии Фёдоровны, от русских монахов с Афона. Гроб князя, покрытый романовским флагом — черно, жёлтый, белый с двуглавым орлом, утопал в цветах и венках, среди которых выделялись два — от королевы Дании Маргреты II и Президента Российской Федерации В. В. Путина.
Похороны состоялись 11 января 2017 года на кладбище Ведбека, Рудерсдаль. В маленькой кладбищенской часовне была совершена панихида по новопреставленному Димитрию Романовичу, которую провёл протоиерей Сергий Плехов. Затем гроб был перенесён к месту последнего упокоения рядом с первой супругой княгиней Иоанной, урождённой фон Кауффман, умершей в 1989 году. После опускания гроба в могилу присутствующие по очереди бросили горсть земли и любимые цветы Димитрия Романовича — красные розы.

## Награды

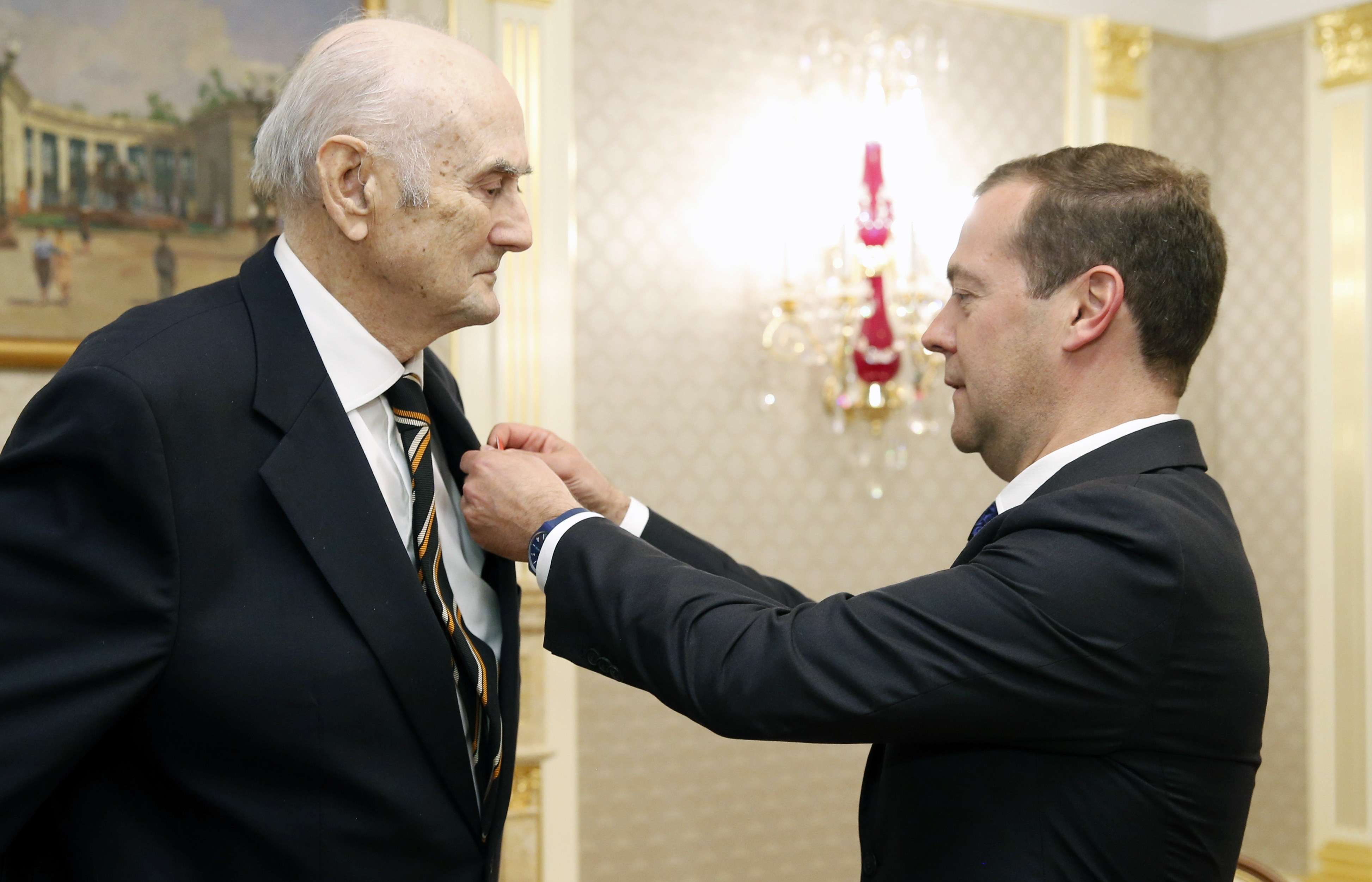
Награждение орденом Александра Невского, 6 октября 2016 года

- Орден Александра Невского (Россия, 4 августа 2016 года) — за большой вклад в распространение за рубежом знаний об историческом и культурном наследии России и содействие укреплению международных гуманитарных связей[18].
- Орден Дружбы (Россия, 9 июня 2011 года) — за большие заслуги в укреплении культурного сотрудничества между Российской Федерацией и Королевством Дания[19]
- Медаль «В память 300-летия Санкт-Петербурга»
- Кавалер ордена Данеброга (Дания)
- Кавалер ордена святого Петра Цетинского (Королевский дом Черногории)[20]
- Кавалер ордена Петровича-Негоша (Королевский дом Черногории)[21]
- Нагрудный знак Правительственной комиссии по делам соотечественников за рубежом «Почётный знак соотечественника» в номинации «Благотворительность» (Россия, 2008 год)[22]
- Лауреат премии Н. Рериха (2005 год)
- Почётная грамота правительства Российской Федерации (16 мая 2016 года) — за большой вклад в распространение за рубежом знаний об историческом и культурном наследии России, содействие укреплению международных гуманитарных связей[23]

## Владение языками
Знал русский, французский, итальянский, английский, греческий, латынь, датский языки.

## Интервью и статьи
- Старая Россия смыкается с новой
- Беседы Ирины Мучкиной с князем Димитрием Романовичем
- Интервью для Эхо Москвы
- Романов, принц… русский
- Романовы должны помогать России
- Без России не справились бы
- Старший в роду Романовых: захоронение царских детей поможет объединить всех россиян